# Ванда Шмелев
Ванда Шмелев (пол. Wanda Szmielew; нар. 5 квітня 1918 року в Варшаві, пом. 27 серпня 1976 року там же) — польський математик, засновник Варшавської школи основ геометрії.

## Біографія
Народилася 5 квітня 1918 року у Варшаві. Її батьки — Давід Монтлак і Броніслава Бадрах. У 1935 році Ванда закінчила середню школу ім. Я. Кохановського у Варшаві. Вона почала вивчати математику на факультеті математики і природничих наук у Варшавському університеті, де викладачем був Адольф Лінденбаум . У 1937 році вийшла заміж за Бориса Шмелева . Вона написала свою першу роботу «Про вибір з кінцевих наборів»(«On Choices from Finite Sets»), в 1938 році вона була опублікована в «Fundamenta Mathematicae» в 1947 році. У 1940—1941 рр. вона використовувала псевдонім «Ванда Гавронська», а в 1941—1945 рр. — «Ванда Ковальська».
У зв'язку з початком війни їй довелося припинити навчання. Потім обійняла посаду землеміра в Центральному офісі національних вимірів.
Після війни вона відновила навчання, цього разу на математичному факультеті Лодзинського університету. До 1947 року вона була асистентом в Університеті та Лодзьському технологічному університеті. Пізніше вона повернулася до Варшавського університету, де в 1947 році захистила магістерську дисертацію Про повноту теорії абелевих груп без циклічних елементів. У 1948 році вона приєдналася до PZPR (Польська об'єднана робітнича партія). До 1950 року вона була асистентом у Варшавському університеті.
У 1949 році вона виїхала до США, де читала лекції в Каліфорнійському університеті в Берклі протягом року. Водночас вона була студенткою Альфреда Тарського, під його керівництвом писала і захищала в 1950 р. Докторську дисертацію «Арифметичні властивості абелевої групи». У 1956 році ця робота була нагороджена премією Міністра вищої освіти. До 1967 року Ванда відвідувала Берклі чотири рази, коли вона читала лекції чи проводила дослідження в університеті.
У 1954 році вона стала доцентом кафедри геометрії на факультеті математики та фізики Варшавського університету, де в 1958 році був створений дослідницький семінар, який отримав назву центру Варшавської школи основ геометрії Шмелев. У 1955 році вона була нагороджена медаллю з нагоди 10-річчя Народної Польщі. З 1958 по 1962 рр. працювала викладачем в Інституті математики Польської академії наук. Водночас, у 1959—1961 роках вона була президентом Варшавського відділення Польського Математичного Товариства. За свою роботу в 1960 році вона отримала академічну премію кафедри Третьої польської академії наук, а в 1962 році стала лауреатом Польського Математичного Товариства ім. Банаха. У 1963—1964 роках очолювала кафедру геометрії на факультеті математики та фізики Варшавського університету, замінивши Кароля Борсука, а в 1967 році — доцентом. У 1968 р. була сформована Геометрична фундаментальна група (пізніше перейменована в кафедру елементарної математики і основ геометрії), якою Ванда Шмелев керувала до смерті. У 1972 році вона відвідала Берлінський університет ім. Гумбольдта. У 1973 році була нагороджена лицарським хрестом ордена Полонії.
У 1970—1974 роках вона працювала над основами евклідової геометрії на основі аксіоматичної системи Шмелев-Тарського, що є вдосконаленою версією аксіоми Тарського.
Вона померла від раку 27 серпня 1976 року. Вона була похована на парафіяльному кладовищі в Колбелі.

## Наукові досягнення
Ванда Шмелев має близько 30 робіт з основ математики, основ алгебри, основ геометрії та теорії множин . Вона отримала визнання завдяки своїй докторській дисертації, в якій довела, що теорія першого порядку абелевих груп, на відміну від неабелевих, можна вирішити. Її аксіоми розробили мову загальної алгебри, що сприяло вирішенню багатьох проблем евклідової геометрії. Сама Ванда Шмелев не вважала це поняття досить простим і природним, працюючи останні роки свого життя над новою концепцією основ геометрії. Деякі з її робіт з'явилися посмертно.
- , Wanda Szmielew, "On Choices from Finite Sets"
- , Wanda Szmielew, "Decision Problem in Group Theory"
- , Wanda Szmielew, "Arithmetical Classes and Types of Abelian Groups"
- , Alfred Tarski, Wanda Szmielew, "Theorems common to all complete and axiomatizable theories"
- , Wanda Szmielew, "Arithmetical properties of Abelian groups"
- , Alfred Tarski, Wanda Szmielew, "Mutual interpretability of some essentially undecidable theorems"
- , Wanda Szmielew, "Elementary properties of abelian groups"
- , Wanda Szmielew, "Some Metamathematical Problems Concerning Elementary Hyperbolic Geometry"
- , Wanda Szmielew, "Absolute calculus of segments and its metamathematical implications"
- , Karol Borsuk, Wanda Szmielew, "Foundations of geometry: Euclidean and Bolyai-Lobachevskian geometry; projective geometry"
- , Wanda Szmielew, "A New Analytic Approach to Hyperbolic Geometry"
- Studies in Logic and the Foundations of Mathematics (англ.), Stanford: Stanford University Press, 1962, с. 168—175, doi:10.2307/2272627, ISBN 978-0-8047-0096-2, ISSN 0049-237X, OCLC 4922383426
- , Wanda Szmielew, Lesław W. Szczerba, "On the euclidean geometry without the pasch axiom"
- , Wanda Szmielew, "The Pasch axiom as a consequence of the circle axiom"
- , Wanda Szmielew, "A statement on two circles as the geometric analog of Euclid's field property"
- , Wanda Szmielew, "Proceedings of the Tarski Symposium"
- , Karol Borsuk, Wanda Szmielew, "Podstawy geometrii"
- , Wanda Szmielew, "Oriented and nonoriented linear orders"
- , Wanda Szmielew, "Concerning the order and the semi-order of n-dimensional Euclidean space"
- , Wanda Szmielew, "On n-ary equivalence relations and their application to geometry"
- , Wanda Szmielew, "Od geometrii afinicznej do euklidesowej: rozważania nad aksjomatyką"
- , Wanda Szmielew, "From affine to Euclidean geometry: an axiomatic approach"
- , Wanda Szmielew, Alfred Tarski, Wolfram Schwabhäuser, "Metamathematische Methoden in der Geometrie"